# اکسرژی
اکسرژی اصطلاحی ترمودینامیکی است و به بیشینهٔ کار مفیدی گفته می‌شود که در یک فرایندِ رسیدن به تبادل ترمودینامیکی می‌توان از سامانه دریافت کرد.
تعریف ساده ولی غیر علمی: اکسرژی به آن بخشی از کل نیرو گفته می‌شود که به مصرف مفید می‌رسد، مثلاً برای حرکت خودرو. بخش هدر رفته انرژی آنرژی نام دارد.
فرمول ساده: نیرو = اکسرژی + آنرژی.

## چرا اکسرژی باید تعریف شود
انرژی به شکل‌های مختلف یافت می‌شود (انرژی الکتریکی، انرژی مکانیکی و انرژی گرمایی) که می‌توان آن‌ها را با محدودیت‌هایی به یکدیگر تبدیل کرد (ر.ک. قانون اول ترمودینامیک). برخی انواع انرژی هنگام تبدیل به نوعی دیگر فقط با در نظر گرفتن شرایط محیطی و تأثیر کیفی برمحیط قابل بحث می‌باشند که این خود مفهوم قانون دوم ترمودینامیک در سیستم‌های ترمودینامیکی می‌باشد. در نتیجه می‌توان گفت، شکل‌های مختلف انرژی دارای کمیت‌ها و کیفیت‌های متغیر هستند. دانش اکسرژی به ما کمک می‌کند تا این تغییرات را به خوبی تعریف کنیم و بهینه‌سازی بیلان مصرف انرژی را تحت نظر داشته باشیم. انرژی الکتریکی و مکانیکی را می‌توان اکسرژی ناخالص نامید، در صورتی که انرژی گرمایی در راه تبدیل به نوع دیگر انرژی‌ها، ضایعاتی بهمراه دارد. در واقع اکسرژی نوعی مدل کردن انرژی بر اساس قانون اول و دوم ترمودینامیک می‌باشد. کاربرد تحلیلی اکسرژی به ما کمک می‌کند تا میزان هدرروی انرژی را در فرایندهایی که به تعادل می‌رسند پیدا کنیم.

## نویسنده: تی.جی. کتاس مترجم: افشین مهدوی
موضوع: ترمودینامیک، تجزیه و تحلیل سیستم‌ها ناشر: کالج برتر
تعداد صفحات: ۵۵۲ شماره دیویی: ۰۶۲۰۱۴۰۲۱ شابک: ۹۷۸-۶۰۰-۵۰۶۵-۴۳-۵